# Битва при Жаржо
Битва при Жаржо́ (фр. Bataille de Jargeau, англ. Battle of Jargeau) — сражение Столетней войны, произошедшее 10 июня 1429 — 12 июня 1429 г. между французскими и английскими войсками. Стало первым наступательным сражением французских войск под руководством Жанны д’Арк. Сразу после снятия осады с Орлеана французы начали кампанию по освобождению близлежащих районов в долине Луары, которая состояла из следующих сражений:
1. Битва при Жаржо (10 июня 1429 — 12 июня 1429) ;
2. Битва при Мен-сюр-Луар (15 июня 1429) ;
3. Битва при Божанси (16 июня 1429 — 17 июня 1429) ;
4. Битва при Пате (18 июня 1429).

## Предыстория
К началу 1429 года англичане и их бургундские союзники оккупировали почти всю Францию к северу от Луары. Были захвачены и многие стратегически важные пункты на самой Луаре. Орлеан, последний крупный город на реке, был осаждён в октябре 1428 г. Создавалась реальная угроза взятия англичанами под контроль всей долины Луары. Таким образом, южная Франция, последний оплот сил, лояльных Дофину, была бы открыта для вторжения.
9 мая 1429 г. французская армия Жанны д’Арк сняла осаду Орлеана. Теперь целью французов стало овладение английскими крепостями на Луаре, что позволяло развить наступление на занятый англичанами север страны.
Благодаря воодушевлению, вызванному победой при Орлеане, весь последующий месяц французское войско активно наращивало силы. Небывалый моральный подъём приводил под знамёна Жанны д’Арк множество добровольцев. В начале июня на военном совете при участии Дофина было решено очистить долину Луары от иноземных захватчиков. 9 июня армия выступила из Орлеана на Жаржо.
Тем временем, 8 июня сэр Джон Фастольф наконец вышел из Парижа во главе мощной английской армии в несколько тысяч человек, держа путь на долину Луары.

## Жаржо
Жаржо — маленький городок на южном берегу Луары в центральной Франции, около 30 км к востоку от Орлеана. Захваченный англичанами в качестве опорного пункта несколькими годами ранее, он был защищён стенами с несколькими башнями, укреплёнными воротами и рвом. Снаружи крепостных стен располагались городские предместья. Там же находился укреплённый мост через Луару. Город защищали приблизительно 700 солдат с огнестрельным оружием.

## Битва
Авангард французских сил во главе с Жанной д’Арк и герцогом Алансонским насчитывал около 1200 человек. В составе войска были такие прославленные командиры как Жан Дюнуа, Жиль де Рэ, Потон де Сентрайль и Этьен дe Виньоль (Ла Гир). Обороной англичан руководил Уильям де ла Поль, герцог Саффолк.
Битва началась 10 июня с французской атаки на предместья, но англичане сделали вылазку и заставили французов отступить. Тогда Жанна со знаменем в руках сама повела войска на новый приступ. Враг был оттеснён внутрь городских стен и французы заняли внешнюю линию укреплений.
Следующим утром 11 июня Жанна обратилась к защитникам крепости с призывом сложить оружие и обещанием отпустить их. Англичане, ожидавшие скорого прибытия Фастольфа, потребовали двухнедельного перемирия, чтобы обсудить выдвинутые ею условия. Тогда Жанна предложила им уйти с оружием немедленно, но и эти условия не были приняты.
Ранним утром 12 июня французы начали интенсивную бомбардировку, используя пушки и осадные машины. Когда была разрушена одна из крепостных башен, французы устремились на штурм городских стен. Жанна д’Арк лично возглавляла атаку и получила легкое ранение (каменный снаряд расколол надвое её шлем). Англичане понесли тяжёлые потери: из 700 защитников города погибли от 300 до 400. Саффолк попал в плен. Французские потери незначительны.

## Первоисточники
- The chronicles of Enguerrand de Monstrelet. Chapter LXI: The Maid Joan, with the Constable of France, the duke d’Alencon and their men conquer the town of Gergeau. P.554
- Chronique de la Pucelle см. также перевод: Хроника Девы (главы XLIX-L).